# Kyle Bekker
Kyle Edward Bekker (Oakville, 2 september 1990) is een Canadees voetballer die bij voorkeur als middenvelder speelt. In 2013 debuteerde hij in het Canadees voetbalelftal.

## Clubcarrière
Op 17 januari 2013 werd Bekker als derde gekozen in de MLS SuperDraft 2013 door Toronto FC. Hij maakte zijn debuut op 2 maart 2013 tegen Vancouver Whitecaps. Na twee seizoenen bij Toronto te hebben gespeeld maakte hij op 21 januari 2015 de overstap naar FC Dallas. Bekker maakte voor Dallas zijn debuut in de Major League Soccer op 14 maart 2015 in de thuiswedstrijd tegen Sporting Kansas City (3–1 winst). In de 89ste minuut verving hij de Colombiaan Fabián Castillo, die samen met Blas Pérez de doelpunten voor Dallas had gemaakt. Vanaf medio 2015 tot eind 2016 kwam hij uit voor Montreal Impact. In 2017 speelde Bekker bij San Francisco Deltas in de NASL en in 2018 komt hij uit voor North Carolina FC in de USL. In 2019 speelt Bekker in de Canadian Premier League voor Forge FC.

## Interlandcarrière
Kyle Bekker maakte op 26 januari 2013 zijn debuut in het Canadees voetbalelftal in een vriendschappelijke interland tegen Denemarken (0–4 nederlaag). Bekker begon in het basiselftal en zag de Denen binnen vijfendertig minuten driemaal scoren; één minuut voordat hij werd vervangen maakte Andreas Cornelius de 0–4. Zijn eerste interlandtoernooi speelde Bekker in juli 2013, de CONCACAF Gold Cup. Hij speelde mee in de groepswedstrijden tegen Mexico (2–0 verlies) en Panama (0–0 gelijkspel). Bondscoach Benito Floro nam Bekker in juni 2015 op in de selectie voor de CONCACAF Gold Cup 2015, gehouden in de Verenigde Staten en Canada.